# Klaus Lamotke

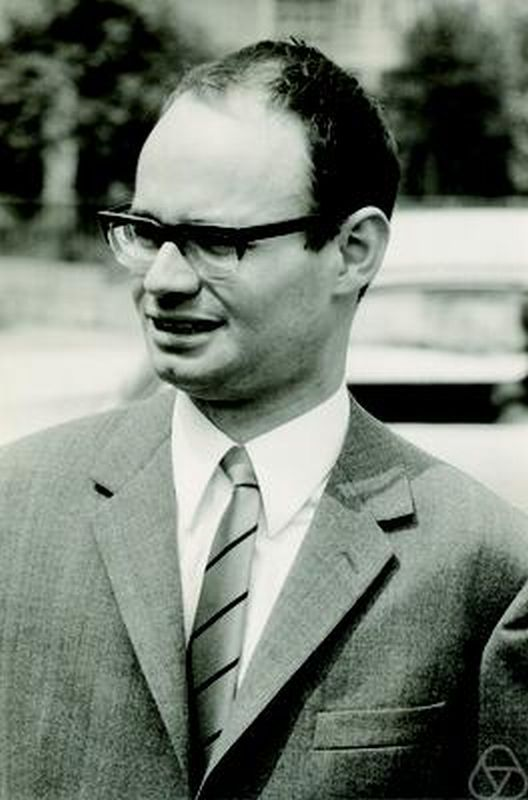
Klaus Lamotke 1967

Klaus Lamotke (* 7. Mai 1936 in Essen; † 12. Dezember 2022) war ein deutscher Mathematiker.

## Leben
Lamotke studierte in Freiburg und Zürich und wurde 1961 bei Friedrich Hirzebruch und Wolfgang Krull an der Universität Bonn über Topologie mit der Dissertation Beiträge zur Homotopietheorie simplizialer Mengen promoviert. Er war der erste Doktorand von Hirzebruch. 1967 wurde er in Bonn habilitiert. Von 1968 bis 1970 war er Associate Professor an der Syracuse University. Er war ab 1970 ordentlicher Professor an der Universität Köln und von 1982 bis 1984 Dekan der Mathematisch-Naturwissenschaftlichen Fakultät.
Er befasste sich mit algebraischer Topologie (unter anderem mit simplizialen Mengen, worüber er 1968 ein Buch in der Grundlehren-Reihe von Springer schrieb) und verfasste Lehrbücher über einfache Flächensingularitäten und über Riemannsche Flächen.

## Schriften
- Regular Solids and Isolated Singularities. Vieweg, Braunschweig/Wiesbaden 1986.
- Semisimpliziale Algebraische Topologie. Springer, Berlin/Heidelberg 1968.
- Riemannsche Flächen. Springer, Berlin/Heidelberg 2005, 2. Auflage, 2009.
- The Topology of Complex Projective Varieties after S. Lefschetz. Topology, Bd. 20, 1981, S. 15–51.